# Радослав Пантелеєв
Радослав Димитров Пантелеєв (болг. Радослав Димитров Пантелеев, 5 липня 1993, Плевен) — болгарський боксер, призер чемпіонату світу.

## Аматорська кар'єра
2013 року Радослав Пантелеєв в категорії до 81 кг на чемпіонаті Європи програв у другому бою Хрвоє Сепу (Хорватія), на Літній універсіаді програв у першому бою Кім Хен Кю (Південна Корея), а на чемпіонаті світу програв у першому бою Арменду Ксоксаю (Косово).
2015 року на Європейських іграх програв у другому бою Олександру Хижняку (Україна), а на чемпіонаті Європи здобув дві перемоги і програв у чвертьфіналі Хрвоє Сепу (Хорватія).
На чемпіонат Європи 2017 програв у першому бою Даміру Плантичу (Хорватія).
На Європейських іграх 2019 в категорії до 91 кг програв у другому бою Адаму Хаморі (Угорщина).
На чемпіонаті світу 2019 досяг найбільшого успіху в кар'єрі, завоювавши бронзову медаль.
- В 1/16 фіналу переміг Кирилла Афанасьєва (Ірландія) — 4-1
- В 1/8 фіналу переміг Тадаса Тамашаускаса (Литва) — 3-2
- У чвертьфіналі переміг Ерісланді Савона (Куба) — 5-0
- У півфіналі програв Мусліму Гаджимагомедову (Росія) — 0-5

На чемпіонаті світу 2021 програв у першому бою Хуліо Сезар Ла Крузу (Куба).
На чемпіонаті Європи 2022 програв у першому бою Енмануелю Реєсу (Іспанія).
На чемпіонаті світу 2023 програв у першому бою Айбеку Оралбаю (Казахстан).